# Georges Delfosse (peintre)
Pour les articles homonymes, voir Delfosse.
Ne pas confondre avec Georges Delfosse, un homme politique français.
Georges Delfosse (1869-1939) est un  peintre, portraitiste, muraliste, dessinateur, pastelliste, illustrateur et professeur canadien, né le 8 décembre 1869 à Saint-Henri de Mascouche, Québec, et mort à Montréal le 22 décembre 1939.

## Biographie

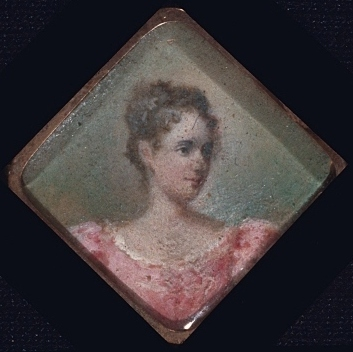
Miniature de Josephine Mount, mère de l'artiste, peinte par Georges Delfosse

Marie-Joseph Georges Delfosse est né à Saint-Henri de Mascouche, Québec, dans une maison face au Manoir Le Gardeur le 8 décembre 1869,. Il est le fils de Mélaine Delfosse, régisseur de la seigneurie de Lachenaie, et de Joséphine Mount. Il arrive à Montréal à l’âge de douze ans et fait ses études à l’école Saint-Jacques puis au collège Saint-Laurent.
À Montréal, vers 1884, il débute à l’Institut national des beaux-arts de Joseph Chabert et ensuite à l’Art Association of Montreal avec William Brymner et Edmond Dyonnet. Il tient sa première exposition en 1888. Il est en grande demande et dans les années 1900, il fonde La Société canadienne de portraits et de tableaux à l’huile ou l’Art National pour répondre aux commandes. Il accepte également quelques contrats d'illustrateur, notamment pour le roman Florence de Rodolphe Girard. Le 14 mai 1908, il se marie avec Aline Contant, fille d'Alexis Contant. En juin 1908, il est en voyage de noces à Paris, habite rue de Beaun, et fréquente l’atelier de Léon Bonnat et suit les cours d’Alexei Harlamoff.

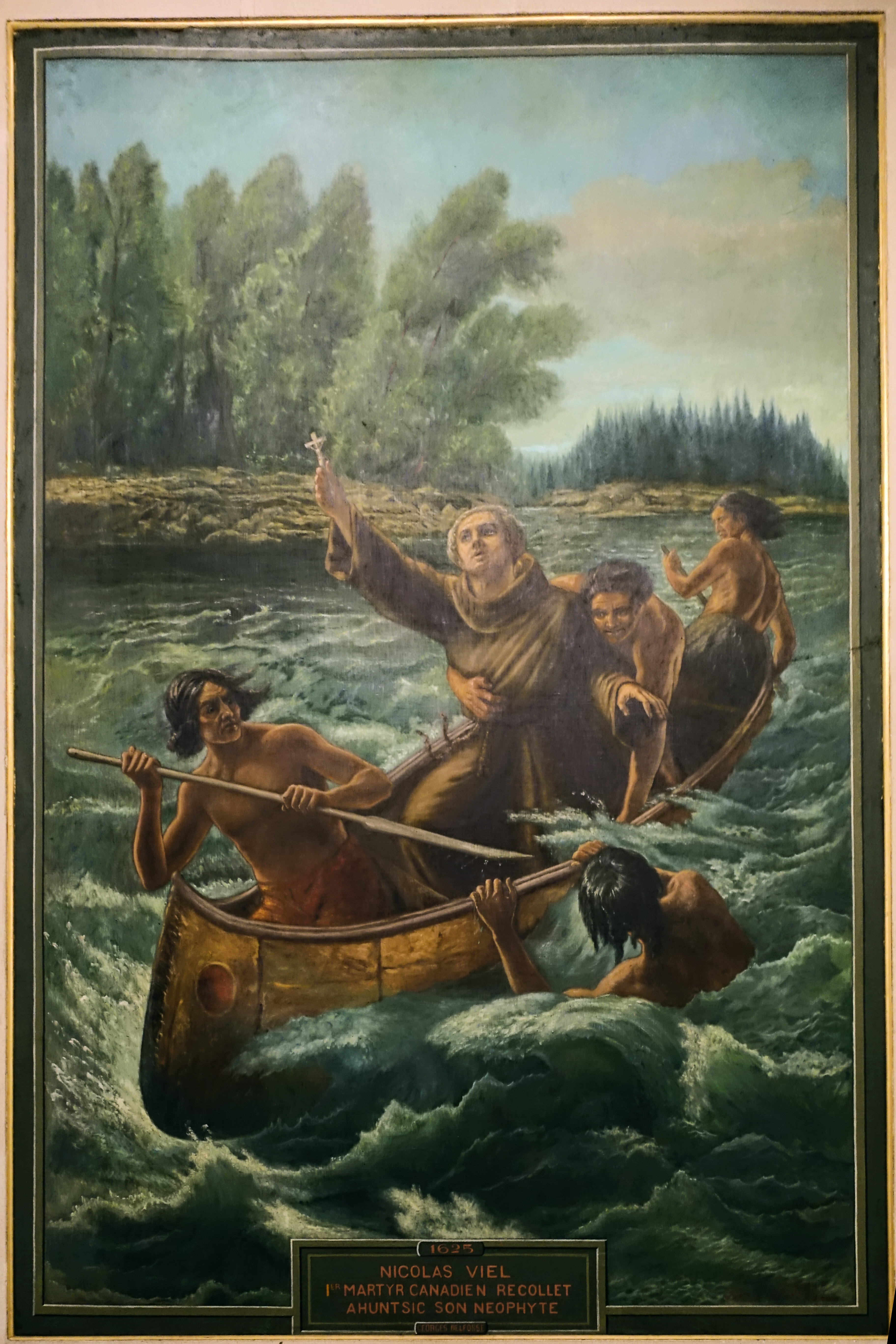
Nicolas Viel et son néophyte Ahuntsic, basilique-cathédrale Marie-Reine-du-Monde, Montréal.

Georges Delfosse a eu plusieurs élèves. Il donnait des cours de dessin, en atelier et sur le motif. Il enseigna le dessin à sa jeune cousine la peintre Rita Mount et eut, entre autres, comme élève d’atelier de 1911 à 1917, le jeune peintre Rodolphe Duguay. Il lui donnait des leçons de peinture. En retour, Duguay travaillait pour Delfosse en l’accompagnant dans ses nombreux travaux d’églises pour le peintre et décorateur Toussaint-Xénophon Renaud. Le peintre Narcisse Poirier fit également partie de son enseignement ainsi que son beau-frère Edgar Contant dont on retrouve aujourd'hui les œuvres dans plusieurs collections incluant celles du Musée national des beaux-arts de Québec ainsi que du Musée des beaux-arts de Montréal. Delfosse initiera sa fille Madeleine au dessin et à la peinture.
Dès 1890, il se tourne vers la peinture religieuse comme en témoignent encore maintes églises du continent américain. À ce titre, il peint un grand nombre de saints catholiques et plusieurs décors d'église. Les plus connus sont les sept tableaux qui décorent encore aujourd’hui les bas-côtés de la cathédrale Marie-Reine-du-Monde et qui résument les  débuts difficiles de Montréal. Parmi ses œuvres  célèbres, on remarque aussi : Le Château de Ramezay qui fut longtemps exposé à l’Institut Royal de Londres; La Place Jacques-Cartier avec la fameuse colonne Nelson; et la grande murale du chalet du Mont-Royal représentant Chomedey de Maisonneuve assistant à la première messe. À partir de 1893, il peint plusieurs portraits, dont celui remarqué de Sir Wilfrid Laurier, premier ministre du Canada. Il fonde même en 1900 la Société canadienne de portraits et de tableaux à l'huile.

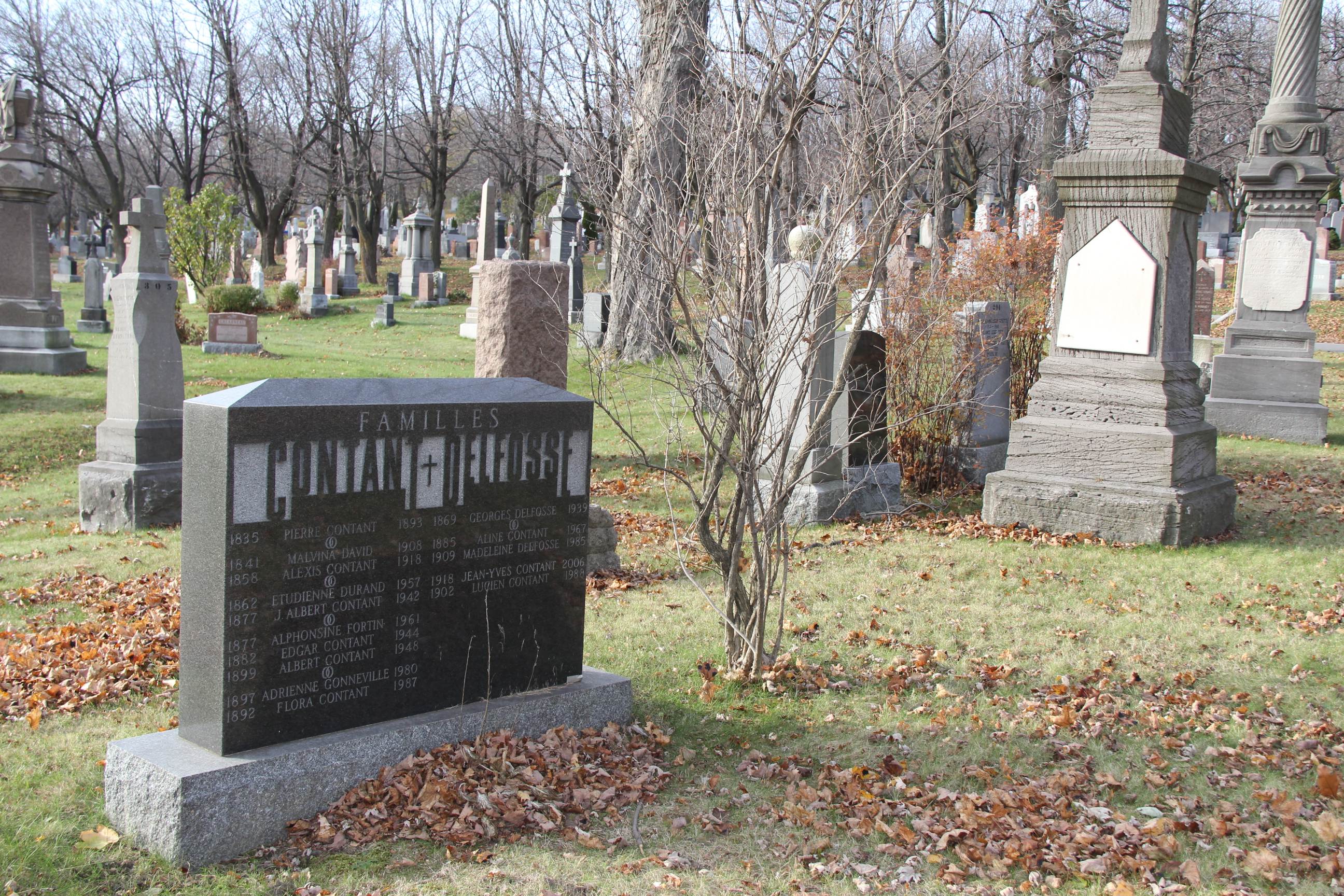
Pierre tombale de Georges Delfosse (1869-1939), cimetière Notre-Dame-des-Neiges (P259), Montréal

En 1914, il est de nouveau à Paris pour préparer des tableaux pour l’église du Très-Saint-Nom-de-Jésus de Montréal. Il habite le 45 quai de la Tournelle. Forcé de revenir, à l’avènement de la Première Guerre mondiale, il est arrêté comme présumé espion, le 13 août 1914, au Havre, la veille de son départ parce qu’il fut surpris dessinant le Chicago, le bateau sur lequel il revint au pays. Il fut relâché sur le champ. Ce même jour, il fut témoin de l’arrivée d’une dizaine de milliers de fantassins britanniques et de leur matériel de guerre.
Georges Delfosse était le peintre des sites du Montréal d’antan qu’il a réussi à poétiser. À la fin de sa vie, il eut sa résidence et son atelier rue Sherbrooke face au parc Lafontaine à Montréal. Il meurt le 22 décembre 1939, laissant un œuvre estimé à 3 000 tableaux.

L’épouse de Delfosse, Aline Contant, peignait ainsi que leur fille Madeleine Delfosse. Les tableaux de Georges Delfosse sont de temps à autre exposés à la galerie L'Art français.

## Expositions
- Exposition des Beaux-Arts, salle Cavallo, 1er septembre au 6 octobre 1890, Montréal
- Club St-Denis, Montréal : 24-26 avril 1911
- Académie Royale Canadienne, 1899-1910, 1913, 1915-16, 1918, 1920-25, 1929.
- Les Salons du Art Association of Montreal, (Musée des beaux-arts de Montréal) : de 1888 à 1936
- Malone & Robertson, gravures, Montréal  29 mars 1902
- Walter M Kearns, 1828 Notre-Dame, Montréal 7 décembre 1904
- Bibliothèque Saint-Sulpice, Montréal, 18 mars au 17 avril 1917.
- Galerie Morency, Montréal, 2 novembre 1920, mars 1926, avril 1927
- Atelier Delfosse, 718 rue Sherbrooke, Montréal octobre 1925
- Magasin T. Eaton, Montréal, 1927, 1934
- Hôtel de Ville de Montréal, Montréal été 1983
- Ville de Mascouche, Festival de peinture, 27-29 octobre 1989

## Œuvres
Plusieurs institutions conservent des œuvres de l'artiste, dont :
- Musée national des beaux-arts du Québec[6]
- Musée Laurier, Victoriaville
- Hôtel de Ville de Montréal
- Bibliothèque de Montréal
- Musée du Château Ramezay, Montréal
- Musée des beaux-arts de Montréal
- Musée des beaux-arts du Canada
- Musée de l'Amérique française, Musée de la civilisation, Québec
- Collection Power Corporation, Montréal
- Cathédrale Marie-Reine-du-Monde
- Basilique Saint-Patrick de Montréal
- Collège Lionel-Groulx, Sainte Thérèse
- Musée de Lachine, Montréal
- Église du Très-Saint-Nom-de-Jésus, Montréal
- Chapelle de l’hôpital Sacré-Cœur, Montréal
- Sanctuaire du Saint-Sacrement, Montréal
- Église Saint-Félix de Valois
- Musée des Hospitalières de l'Hôtel-Dieu de Montréal
- Basilique Notre-Dame de Montréal
- Société du patrimoine religieux de Saint-Hyacinthe
- Musée régional de Vaudreuil-Soulanges, Vaudreuil-Dorion
- Musée d'art contemporain de Montréal
- Chalet du Mont-Royal, Montréal
- Art Gallery of Ontario, Toronto
- Église Saint-Henri-de-Mascouche
- Chapelle des Pères du Saint-Sacrement, Terrebonne
- Cathédrale de Joliette, Québec
- Église Saint-Eustache-de-la-Rivière-du-Chêne
- Collection Séminaire de Joliette. Don des Clercs de Saint-Viateur du Canada, Musée d'art de Joliette[7]
- La donation Maurice Forget, Musée d'art de Joliette
- Musée McCord d'histoire canadienne
- Musée des beaux-arts de Sherbrooke
- Église Saint-Louis-de-France, East Angus
- Art Gallery of Nova Scotia
- Art Gallery of Ontario
- Art Gallery of Hamilton
- Centre Marguerite-d'Youville
- Archives nationales du Canada
- Musée Marguerite-Bourgeoys
- Maison Saint-Gabriel, Montréal
- Musée québécois de culture populaire, Trois-Rivières
- La Pulperie de Chicoutimi
- Centre d'histoire de Montréal
- Chapelle du Centre-Hospitalier Jacques-Viger, Montréal